# Одного разу під Полтавою (сезон 2)
Другий сезон серіалу Одного разу під Полтавою, українського сіткому, який створено студією «Квартал-95» для телеканалу ТЕТ. Прем'єра відбулася 4 вересня 2015. Студія «Drive Production» також займається продюсуванням Одного разу під Полтавою. Сезон вміщає 20 епізодів і виходив по 28 вересня 2015.

## В ролях

### Головні дійові особи
- Ірина Сопонару в ролі Яринки.
- Юрій Ткач в ролі Юрчика.
- Віктор Гевко в ролі Віті (кума Юрчика і Яринки).
- Олександр Теренчук в ролі Сашка (дільничого).
- Анна Саліванчук в ролі Віри (продавчині сільмагу) .
- Олександр Данильченко в ролі діда Петра.

### Другорядні персонажі
- Орест Кушнірюк в ролі голови села.
- Володимир Шумко в ролі сусіда Толі.
- Максим Неліпа в ролі Богдана.
- Юрій Гребельник в ролі ревізора.
- Дар'я Петрожицька в ролі Анфіси (панянка).

## Перелік серій
| № з/п | Номер у сезоні | Назва                    | Режисер        | Сценарист(и)                                                        | Дата показу     | Глядачі, млн.  |
| --- | -------------- | ------------------------ | -------------- | ------------------------------------------------------------------- | --------------- | -------------- |
| 9 | 1              | «Удар струмом»           | Андрій Бурлака | Тарас Стадницький                                                   | 4 вересня 2015  | 0,56[джерело?] |
| Яринка примусила Юрчика полагодити розетки у хаті і його вдарило струмом. Після цього в нього з'явились феноменальні здібності: надзвичайна пам'ять та інтуїція. Винахідливі куми вирішили відкрити довідково-енциклопедичне агентство для допомоги людям «Юрчик та Кум». А Віра чекає від Сашка романтичного вечора на честь річниці одного їхнього унікального моменту, а якого саме, дільничний забув. |                |                          |                |                                                                     |                 |                |
| 10 | 2              | «Вагітність»             | Андрій Бурлака | Віктор Гевко                                                        | 4 вересня 2015  | 0,39[джерело?] |
| Яринка почала пересолювати їжу та на вечір з'їла цілу банку солоних огірків. Юрчик вирішує, що його дружина вагітна, і перетворюється на ідеального чоловіка. Він припиняє застілля з Кумом, планує піти на дві роботи і все сам робить по господарству. Яринка, спостерігаючи за незвичною поведінкою чоловіка, починає щось підозрювати…                                                                |                |                          |                |                                                                     |                 |                |
| 11 | 3              | «Люстрація»              | Андрій Бурлака | Максим Неліпа                                                       | 5 вересня 2015  | 0,45[джерело?] |
| Пан голова рятує свої коштовні речі від люстрації у Юрчика в хаті, в нагороду голова пропонує йому взяти щось собі. А до дільничного завітали з відділу по боротьбі з корупцією в пошуках голови. |                |                          |                |                                                                     |                 |                |
| 12 | 4              | «Щука»                   | Андрій Бурлака | Олександр Кушнаренко та Валентин Іванов                             | 5 вересня 2015  | 0,4[джерело?]  |
| Юрчик сказав Яринці, що поїхав у місто робити флюорографію, а сам з Кумом ходив на риболовлю. Друзі зловили щуку, якій Юрчик замовив бажання. Після цього по селу почали здійснюватися найчудернацькіші забаганки |                |                          |                |                                                                     |                 |                |
| 13 | 5              | «Рольові ігри»           | Андрій Бурлака | Віктор Гевко                                                        | 6 вересня 2015  | 0,35[джерело?] |
| Яринка з Юрком, подивившись у кінотеатрі «П'ятдесят відтінків сірого», вирішили поекспериментувати. Так Яринка опинилася прикутою до ліжка кайданками, які забув дільничний. А дільничний вирушив на полювання селом за маніяком. |                |                          |                |                                                                     |                 |                |
| 14 | 6              | «Донори»                 | Андрій Бурлака | Чингіс Мазінов та Ілля Дерменжі Сергій Бібілов та Рустем Емірсалієв | 6 вересня 2015  | 0,59[джерело?] |
| Юрчик з Кумом вирішили здавати кров заради грошей, але на комплект спідньої білизни для Яринки все одно не вистачає. Тому Юрчик з Кумом здали кров кілька разів. |                |                          |                |                                                                     |                 |                |
| 15 | 7              | «Будинок-музей»          | Андрій Бурлака | Чингіс Мазінов та Ілля Дерменжі Сергій Бібілов та Рустем Емірсалієв | 7 вересня 2015  | 0,52[джерело?] |
| Юрчик запропонував Яринці зробити у себе в хаті будинок-музей Т. Г. Шевченка, і, як завжди, все заради грошей. Віра виявилась фанаткою Алессандро Сафіна, а Кум як раз продавав квитки на його концерт у Києві. |                |                          |                |                                                                     |                 |                |
| 16 | 8              | «Отвєтка»                | Андрій Бурлака | Євген Пилипенко                                                     | 7 вересня 2015  | 1,01[джерело?] |
| Яринка поїхала в місто на манікюр, тому у Кума з Юрчиком несанкціоноване свято під назвою «Самогонка є, Яринки немає». Але через це Юрчик забув зустріти її з міста. Яринка вирішила провчити Юрчика за пияцтво, налякавши його п'яними жінками, тому вони з Вірою випили дві пляшки горілки. |                |                          |                |                                                                     |                 |                |
| 17 | 9              | «Участок»                | Андрій Бурлака | Віктор Гевко                                                        | 11 вересня 2015 | 0,46[джерело?] |
| Дільничний Сашко на час ремонту у своєму кабінеті працює вдома у Яринки та Юрчика. Кум та Юрчик не готові терпіти таку близькість дільничного, тому вони вирішили зробити ремонт власноруч, аби він скоріше поїхав з їхньої хати. |                |                          |                |                                                                     |                 |                |
| 18 | 10             | «Ревнощі»                | Андрій Бурлака | Чингіс Мазінов та Ілля Дерменжі Сергій Бібілов та Рустем Емірсалієв | 12 вересня 2015 | 0,49[джерело?] |
| Віра вирішила, що Сашко хоче її покинути. Яринка порадила їй зробити так, щоб дільничний приревнував її. На роль підставного залицяльника вибрали Юрчика. |                |                          |                |                                                                     |                 |                |
| 19 | 11             | «Аферист»                | Андрій Бурлака | Олег Сьомін та Євген Косниковський                                  | 13 вересня 2015 | 0,39[джерело?] |
| До Юрчика і Яринки завітав шкільний друг — Богдан, який став успішним бізнесменом у Лондоні. А Віра такому успіху не повірила, а перевірила і з'ясувала, що Богдан — аферист, який залишив сусіднє село без грошей. |                |                          |                |                                                                     |                 |                |
| 20 | 12             | «Лялька»                 | Андрій Бурлака | Дмитро Голубєв та Володимир Борисов                                 | 14 вересня 2015 | 0,41[джерело?] |
| Яринка купила дитину-тренажер. Лялька максимально реалістична, таким чином Яринка перевірить, яким батьком буде Юрчик. Оскільки Юрчик тренується бути батьком, то Куму нема з ким випити. Віра вирішила дільничного теж схилити до батьківства. |                |                          |                |                                                                     |                 |                |
| 21 | 13             | «Сусід»                  | Андрій Бурлака | Тарас Стадницький                                                   | 18 вересня 2015 | 0,38[джерело?] |
| До Юрчика завітав сусід, що повернувся з заробіток, та пропонує йому нову бізнес-схему. Кум приревнував друга. |                |                          |                |                                                                     |                 |                |
| 22 | 14             | «Камера спостереження»   | Андрій Бурлака | Дмитро Голубєв та Володимир Борисов                                 | 19 вересня 2015 | 0,5[джерело?]  |
| У Яринки день народження і вона просить у Юрчика гроші на святкування, а він каже, що в нього немає «заначки». Тим часом продавчиня Віра вирішила встановити камеру спостереження в магазині і Яринка хоче за допомогою цієї камери прослідкувати, де Юрчик ховає гроші. |                |                          |                |                                                                     |                 |                |
| 23 | 15             | «Від панянки до селянки» | Андрій Бурлака | Чингіс Мазінов та Ілля Дерменжі Сергій Бібілов та Рустем Емірсалієв | 20 вересня 2015 | 0,95[джерело?] |
| Кум з Юрчиком вирішили позбутися Яринки на три дні, відправивши її взяти участь у проєкті «Панянка-Селянка». Тож чоловіки залишилися господарювати вдвох, але й до них приїхала панянка замість Яринки. |                |                          |                |                                                                     |                 |                |
| 24 | 16             | «Ревізія»                | Андрій Бурлака | Дмитро Голубєв та Володимир Борисов                                 | 21 вересня 2015 | 0,47[джерело?] |
| До продавчині Віри їде ревізор, а у неї нестача по боржниках, тому вона бігає селом вибивати борги. Кум, Юрчик та пан дільничний вирішили допомогти Вірі і зайнятися колекторством, зібравши гроші з усіх боржників. |                |                          |                |                                                                     |                 |                |
| 25 | 17             | «Стрєлка»                | Андрій Бурлака | Тарас Стадницький                                                   | 27 вересня 2015 | 0,44[джерело?] |
| Кум «забив стрілку» авторитетному чоловіку з сусіднього села. А як нейтральну територію для зустрічі він обрав подвір'я Юрчика та Яринки. Для підстраховки Кум просить Юрчика побути кримінальним авторитетом. Дільничний прийшов до діда Петра за порадою, як підкорити серце продавчині Віри. |                |                          |                |                                                                     |                 |                |
| 26 | 18             | «Ультиматум»             | Андрій Бурлака | Віктор Гевко                                                        | 27 вересня 2015 | 0,35[джерело?] |
| Яринка купила собі дорогий телефон за гроші з заначки, а Кум впустив його та зламав. Розлючена Яринка поставила ультиматум Юрчику: або вона, або кум! Сашко встановив сигналізацію у Віри в магазині, величезна червона кнопка сповіщатиме дільничного про небезпеку. |                |                          |                |                                                                     |                 |                |
| 27 | 19             | «Переїзд»                | Андрій Бурлака | Максим Неліпа                                                       | 28 вересня 2015 | 0,4[джерело?]  |
| Кум їде на ПМЖ в Полтаву, теща кличе його керувати бізнесом там. Тепер Кум ходить селом, прощається з усіма і обіцяє повернути всім борги. Кум просить односельців влаштувати проводи. |                |                          |                |                                                                     |                 |                |
| 28 | 20             | «Кіно»                   | Андрій Бурлака | Олег Сьомін та Євген Косниковський                                  | 28 вересня 2015 | 0,49[джерело?] |
| Куму стало відомо, що в їх селі зніматимуть кіно й проводитимуть кастинг у клубі на найстильнішу пару в селі. Юрчика та Яринку привабив гонорар, а Кум став їх імпресаріо, так само, як і для Віри і Сашка. Кум як фахівець виявив, що Сашко захудий, а Юрчик загладкий для кіно, і з цим треба щось робити.                                                                                              |                |                          |                |                                                                     |                 |                |